# Moretia sinophthalma
Moretia sinophthalma là một loài ruồi trong họ Tachinidae.